# 太平洋黃金水母
太平洋黃金水母（學名：Chrysaora fuscescens），又名太平洋海刺水母、太平洋海蕁麻，是黃金水母屬下的一種水母，分佈于加拿大到墨西哥西部沿海。它因顏色金黃而得名。由於色澤艷麗且對環境要求不高而成為水族館的常客。
太平洋黃金水母體型碩大，頭部直徑可超過一米，絕大多數個體也在半米左右。它共有24條觸手，長度可達15英尺（4.6）。人類被蜇傷後會產生刺痛，但很少會死亡。

## 外部連接
维基共享资源上的相關多媒體資源：太平洋黃金水母